# 傑馬勒布爾沙達爾烏帕齊拉
傑馬勒布爾沙達爾是孟加拉國的一個烏帕齊拉，位於邁門辛專區的傑馬勒布爾縣。

## 人口
據1991年孟加拉國人口普查，傑馬勒布爾沙達爾共有人口501924人，其中男性佔比51.47%，女性48.53%；成年人口263338人。該地7歲以上人口之平均識字率為27.6%。